# Championnat de France de rugby à XIII 2015-2016
Navigation
Édition précédente Édition suivante
Le Championnat de France de rugby à XIII 2015-16 ou Élite 2015-2016 est la 78e édition de la plus importante compétition de rugby à XIII en France. Le calendrier de la compétition s'étend du 12 septembre 2015 au 21 mai 2016.
Organisé sous l'égide de la Fédération française de rugby à XIII, le championnat est composé de neuf équipes participantes. Le tenant du titre, le Toulouse olympique XIII, rejoint le Championnat d'Angleterre et est remplacé numériquement par son équipe réserve le Toulouse Jules-Julien XIII, et le club d'Albi R.L. réintègre l'élite après son titre de deuxième division. Le championnat se décompose en trois phases. Une première phase où les équipes se rencontrent lors d'une phase de saison régulière où s'affrontent sur deux rencontres chacune des équipes, une seconde phase avec de mini-championnats disputés déterminant les clubs participant à la phase finale, puis une troisième phase à élimination directe pour se ponctuer par une finale en match unique le 21 mai 2016. Pour les équipes participantes, le championnat est entrecoupé par la Coupe de France.
Par ailleurs, un club français est représenté par sa réserve dans ce championnat, le Saint-Estève XIII Catalan pour les Dragons Catalans qui évoluent en Super League.
L'A.S. Carcassonne remporte la première phase et la deuxième phase mais voit le XIII Limouxin le surprendre en finale. Les Limouxins s'imposent en finale 26-24 devant près de 5 500 spectateurs. Il s'agit du second titre de son histoire après 1968.

## Format
Le calendrier est composé de trois phases :

### Première phase
Au terme d'un championnat composé de matchs aller-retour, les neuf clubs disputent seize rencontres autour de dix-huit journées. Le classement détermine la suite de la compétition.

### Deuxième phase
Puis viendra la seconde phase, fin février (pour l’Élite 1) et début mars (pour l’Élite 2), où les équipes seront réparties en 3 poules de 3, aussi bien en Élite 1 qu’en Élite 2. La répartition se fait en fonction du classement à l’issue de la première phase :
- Poule A composée des 1er, 2e et 3e,
- Poule B composée des 4e, 5e et 6e,
- Poule C composée des 7e, 8e et 9e.

### Troisième phase
Les phases finales, dont la formule est identique pour l’Elite 1, débuteront par des barrages les 23 et 24 avril 2016.
- 1er et 2e de la Poule A qualifiés directement en 1/2 finales
- 3e de la Poule A et 1er de la Poule B directement qualifiés en 1/4 de finale à domicile
- Le 3e de la Poule C sera éliminé

## Liste des équipes en compétition
| \| Albi RL SO Avignon AS Carcassonne FC Lézignan XIII Limouxin Saint-Estève XIII catalan Toulouse Jules-Julien XIII Villeneuve RL Palau XIII \| Clubs évoluant dans le Championnat de France en 2015-2016. |
| Albi RL SO Avignon AS Carcassonne FC Lézignan XIII Limouxin Saint-Estève XIII catalan Toulouse Jules-Julien XIII Villeneuve RL Palau XIII                                                                  |

Le Toulouse olympique  est le tenant du titre, toutefois le club a décidé de rejoindre lors de cette saison le championnat d'Angleterre. par conséquent, c'est son équipe réserve qui le remplacera dans le Championnat de France le Toulouse Jules-Julien XIII. Albi XIII apparaît lui en Elite 1 à la suite de son titre de champion d'Elite 2.
| Club                       | Dernière montée | Budget 2015-16 | Classement en 2014-2015 | Entraîneur(s)                    | Stade                | Capacité |
| -------------------------- | --------------- | -------------- | ----------------------- | -------------------------------- | -------------------- | -------- |
| Albi R.L.                  | 2015            | 400 000 €      | Elite 2                 | David Collado Eric Anselme       | -                    | -        |
| S.O. Avignon               | 2008            | 430 000 €      | Quart-de-finale         | Renaud Guigue                    | Stade de Saint-Ruf   | 2 500    |
| A.S. Carcassonne           | ?               | 800 000 €      | Finaliste               | Alexandre Couttet                | Stade Albert-Domec   | 15 000   |
| F.C. Lézignan              | ?               | 600 000 €      | Demi-finale             | Aurélien Cologni                 | Stade du Moulin      | 6 500    |
| XIII Limouxin              | ?               | 405 000 €      | Quart-de-finale         | Gérard Bassetto Philippe Laurent | Stade de l'Aiguille  | 5 000    |
| Palau XIII                 | 2013            | 250 000 €      | 1er tour                | Laurent Garnier                  | Stade Georges Vaills | -        |
| Saint-Estève XIII catalan  | ?               | 600 000 €      | Demi-finale             | Cyril Gossard Patrick Noguera    | Stade municipal      | 5 000    |
| Toulouse Jules-Julien XIII | 2015            | 2 000 000 €    | Elite 2                 | Joris Canton                     | Stade des Minimes    | 4 066    |
| Villeneuve R.L.            | ?               | 200 000 €      | 1er tour                | Mickaël Jatz                     | Stade Max-Rousié     | 5 000    |

## Déroulement de la compétition

### Classement de la première phase
| Rang | Club                       | J  | V  | N | D  | Bo | Bd | Pm  | Pe  | Diff | Pts |
| ---- | -------------------------- | -- | -- | - | -- | -- | -- | --- | --- | ---- | --- |
| 1    | A.S. Carcassonne           | 16 | 13 | 1 | 2  | 0  | 3  | 619 | 322 | +297 | 44  |
| 2    | XIII Limouxin              | 16 | 12 | 2 | 2  | 0  | 4  | 546 | 318 | +228 | 44  |
| 3    | F.C. Lézignan              | 16 | 11 | 0 | 5  | 0  | 5  | 566 | 316 | +250 | 38  |
| 4    | Saint-Estève-XIII Catalan  | 16 | 10 | 1 | 5  | 0  | 6  | 564 | 334 | +230 | 38  |
| 5    | Albi R.L.                  | 16 | 7  | 0 | 9  | 0  | 5  | 368 | 436 | -68  | 26  |
| 6    | S.O. Avignon               | 16 | 7  | 1 | 8  | 0  | 3  | 370 | 448 | -78  | 24  |
| 7    | Palau XIII                 | 16 | 5  | 2 | 9  | 0  | 2  | 372 | 509 | -137 | 21  |
| 8    | Toulouse Jules-Julien XIII | 16 | 3  | 1 | 12 | 0  | 3  | 263 | 618 | -355 | 14  |
| 9    | Villeneuve R.L.            | 16 | 0  | 0 | 16 | 0  | 7  | 241 | 608 | -367 | 7   |

|  | Qualifiés pour la deuxième phase Groupe A |
|  | Qualifiés pour la deuxième phase Groupe B |
|  | Qualifiés pour la deuxième phase Groupe C |

Attribution des points : victoire : 3, match nul : 2, défaite : 0 ; plus les bonus (défensif : défaite par 12 points d'écart ou moins).

| Clubs                     | ALB   | AVI   | CAR   | LEZ   | LIM   | PAL   | STC   | TOU   | VIL   |
| ------------------------- | ----- | ----- | ----- | ----- | ----- | ----- | ----- | ----- | ----- |
| Albi                      |       | 12-8  | 20-40 | 10-50 | 26-30 | 28-16 | 24-36 | 51-12 | 46-10 |
| Avignon                   | 50-0  |       | 22-32 | 4-40  | 16-20 | 35-16 | 34-24 | 44-22 | 36-8  |
| Carcassonne               | 34-14 | 60-22 |       | 20-32 | 36-36 | 40-8  | 30-14 | 62-0  | 54-14 |
| Lézignan                  | 30-14 | 22-30 | 18-47 |       | 16-26 | 20-23 | 40-34 | 40-4  | 72-10 |
| Limoux                    | 36-20 | 30-0  | 25-26 | 34-18 |       | 38-22 | 36-36 | 62-18 | 48-4  |
| Palau-del-Vidre           | 14-32 | 32-32 | 33-50 | 14-48 | 20-30 |       | 12-60 | 26-22 | 60-22 |
| Saint-Estève XIII catalan | 26-18 | 66-6  | 36-10 | 22-31 | 30-18 | 16-28 |       | 48-4  | 54-7  |
| Toulouse                  | 14-18 | 44-9  | 14-58 | 6-68  | 18-52 | 20-20 | 16-24 |       | 30-22 |
| Villeneuve-sur-Lot        | 30-35 | 20-22 | 14-20 | 18-21 | 12-25 | 16-28 | 20-38 | 14-19 |       |

|  | Victoire à domicile |  | Match nul |  | Défaite à domicile |

### Classement de la seconde phase

#### Poule A
La Poule A est composée des trois équipes ayant terminé en tête de la première phase. Ils sont amenés à se rencontrer deux fois dans un mini-championnat. Les deux premiers accèdent directement aux demi-finales, le troisième accède au quart de finale.
| Rang | Club             | J | V | N | D | Bo | Bd | Pm  | Pe  | Diff | Pts |
| ---- | ---------------- | - | - | - | - | -- | -- | --- | --- | ---- | --- |
| 1    | A.S. Carcassonne | 4 | 3 | 0 | 1 | 0  | 0  | 137 | 90  | +47  | 9   |
| 2    | XIII Limouxin    | 4 | 2 | 0 | 2 | 0  | 0  | 112 | 164 | -52  | 6   |
| 3    | F.C. Lézignan    | 4 | 1 | 0 | 3 | 0  | 2  | 140 | 135 | +5   | 4   |

|  | Qualifiés pour les demi-finales    |
|  | Qualifié pour les quarts de finale |

Attribution des points : victoire : 3, match nul : 2, défaite : 0 ; plus les bonus (défensif : défaite par 12 points d'écart ou moins).

| Clubs       | CAR   | LEZ   | LIM   |
| ----------- | ----- | ----- | ----- |
| Carcassonne |       | 44-4  | 42-22 |
| Lézignan    | 28-37 |       | 30-44 |
| Limoux      | 36-14 | 10-78 |       |

|  | Victoire à domicile |  | Match nul |  | Défaite à domicile |

#### Poule B
La Poule B est composée des trois équipes ayant terminé quatrième, cinquième et sixième de la première phase. Ils sont amenés à se rencontrer deux fois dans un mini-championnat. Le premier accède directement au quart de finale, le deuxième et le troisième accèdent à des matchs de barrages pour atteindre les quarts de finale.
| Rang | Club                      | J | V | N | D | Bo | Bd | Pm  | Pe  | Diff | Pts |
| ---- | ------------------------- | - | - | - | - | -- | -- | --- | --- | ---- | --- |
| 1    | S.O. Avignon              | 4 | 3 | 0 | 1 | 0  | 0  | 107 | 76  | +31  | 10  |
| 2    | Saint-Estève-XIII Catalan | 4 | 3 | 0 | 1 | 0  | 0  | 128 | 70  | +58  | 9   |
| 3    | Albi R.L.                 | 4 | 0 | 0 | 4 | 0  | 0  | 70  | 159 | -89  | 2   |

|  | Qualifié pour les quarts de finale |
|  | Qualifié pour les barrages         |

Attribution des points : victoire : 3, match nul : 2, défaite : 0 ; plus les bonus (défensif : défaite par 12 points d'écart ou moins).

| Clubs                     | ALB   | AVI   | STC   |
| ------------------------- | ----- | ----- | ----- |
| Albi                      |       | 20-29 | 4-64  |
| Avignon                   | 36-22 |       | 28-12 |
| Saint-Estève XIII catalan | 30-24 | 22-14 |       |

|  | Victoire à domicile |  | Match nul |  | Défaite à domicile |

#### Poule C
La Poule C est composée des trois équipes ayant terminé en fin de classement de la première phase. Ils sont amenés à se rencontrer deux fois dans un mini-championnat. Les deux premiers accèdent directement aux matchs de barrage pour se qualifier en quart de finale, le troisième est définitivement éliminé de la compétition.
| Rang | Club                       | J | V | N | D | Bo | Bd | Pm  | Pe  | Diff | Pts |
| ---- | -------------------------- | - | - | - | - | -- | -- | --- | --- | ---- | --- |
| 1    | Palau XIII                 | 4 | 3 | 0 | 1 | 0  | 1  | 153 | 98  | +55  | 10  |
| 3    | Villeneuve R.L.            | 4 | 2 | 0 | 2 | 0  | 1  | 126 | 103 | +23  | 7   |
| 3    | Toulouse Jules-Julien XIII | 4 | 1 | 0 | 3 | 0  | 1  | 98  | 176 | -78  | 4   |

|  | Qualifié pour les barrages |
|  | Éliminé                    |

Attribution des points : victoire : 3, match nul : 2, défaite : 0 ; plus les bonus (défensif : défaite par 12 points d'écart ou moins).

| Clubs              | PAL   | TOU   | VIL   |
| ------------------ | ----- | ----- | ----- |
| Palau-del-Vidre    |       | 56-30 | 36-12 |
| Toulouse           | 32-30 |       | 30-31 |
| Villeneuve-sur-Lot | 24-31 | 59-6  |       |

|  | Victoire à domicile |  | Match nul |  | Défaite à domicile |

### Phase finale
Les deux premiers de la poule A sont directement qualifiés pour les demi-finales.
|  | 1er tour                  | 1er tour                  | 1er tour                  |    | 1/4 de finale    | 1/4 de finale | 1/4 de finale |  | 1/2 finale | 1/2 finale | 1/2 finale |                  | Finale | Finale | Finale |
|  |                           |                           |                           |    |                  |               |               |  |            |            |            |                  |        |        |        |
|  |                           |                           |                           |    |                  |               |               |  |            |            |            |                  |        |        |        |
|  |                           |                           |                           |    |                  |               |               |  |            |            |            |                  |        |        |        |
|  |                           |                           |                           |    |                  |               |               |  |            |            |            |                  |        |        |        |
|  |                           |                           |                           |    |                  |               |               |  |            |            |            |                  |        |        |        |
|  |                           |                           |                           |    |                  |               |               |  |            |            |            |                  |        |        |        |
|  |                           |                           |                           |    |                  |               |               |  |            |            |            |                  |        |        |        |
|  |                           |                           |                           |    |                  |               |               |  |            |            |            |                  |        |        |        |
|  |                           |                           |                           |    | A.S. Carcassonne | 18            |               |  |            |            |            |                  |        |        |        |
|  |                           |                           |                           |    |                  |               |               |  |            |            |            |                  |        |        |        |
|  |                           | Saint-Estève XIII Catalan | 16                        |    |                  |               |               |  |            |            |            |                  |        |        |        |
|  |                           | Saint-Estève XIII Catalan | 16                        |    |                  |               |               |  |            |            |            |                  |        |        |        |
|  |                           |                           |                           |    |                  |               |               |  |            |            |            |                  |        |        |        |
|  |                           |                           |                           |    |                  |               |               |  |            |            |            |                  |        |        |        |
|  |                           | S.O. Avignon              | 10                        |    |                  |               |               |  |            |            |            |                  |        |        |        |
|  |                           |                           | 10                        |    |                  |               |               |  |            |            |            |                  |        |        |        |
|  |                           |                           | Saint-Estève XIII Catalan | 22 |                  |               |               |  |            |            |            |                  |        |        |        |
|  | Saint-Estève XIII Catalan | 44                        | Saint-Estève XIII Catalan | 22 |                  |               |               |  |            |            |            |                  |        |        |        |
|  | Saint-Estève XIII Catalan | 44                        |                           |    |                  |               |               |  |            |            |            |                  |        |        |        |
|  | Villeneuve R.L.           | 16                        |                           |    |                  |               |               |  |            |            |            |                  |        |        |        |
|  | Villeneuve R.L.           | 16                        |                           |    |                  |               |               |  |            |            |            | A.S. Carcassonne | 24     |        |        |
|  |                           |                           |                           |    |                  |               |               |  |            |            |            | A.S. Carcassonne | 24     |        |        |
|  |                           | XIII Limouxin             | 26                        |    |                  |               |               |  |            |            |            |                  |        |        |        |
|  |                           | XIII Limouxin             | 26                        |    |                  |               |               |  |            |            |            |                  |        |        |        |
|  |                           |                           |                           |    |                  |               |               |  |            |            |            |                  |        |        |        |
|  |                           |                           |                           |    |                  |               |               |  |            |            |            |                  |        |        |        |
|  |                           |                           |                           |    |                  |               |               |  |            |            |            |                  |        |        |        |
|  |                           |                           |                           |    |                  |               |               |  |            |            |            |                  |        |        |        |
|  |                           |                           |                           |    |                  |               |               |  |            |            |            |                  |        |        |        |
|  |                           |                           |                           |    |                  |               |               |  |            |            |            |                  |        |        |        |
|  |                           |                           |                           |    |                  |               |               |  |            |            |            |                  |        |        |        |
|  |                           |                           |                           |    |                  |               |               |  |            |            |            |                  |        |        |        |
|  |                           |                           |                           |    | XIII Limouxin    | 22            |               |  |            |            |            |                  |        |        |        |
|  |                           |                           |                           |    |                  |               |               |  |            |            |            |                  |        |        |        |
|  |                           | F.C. Lézignan             | 18                        |    |                  |               |               |  |            |            |            |                  |        |        |        |
|  |                           | F.C. Lézignan             | 18                        |    |                  |               |               |  |            |            |            |                  |        |        |        |
|  |                           |                           |                           |    |                  |               |               |  |            |            |            |                  |        |        |        |
|  |                           |                           |                           |    |                  |               |               |  |            |            |            |                  |        |        |        |
|  |                           | F.C. Lézignan             | 46                        |    |                  |               |               |  |            |            |            |                  |        |        |        |
|  |                           |                           | 46                        |    |                  |               |               |  |            |            |            |                  |        |        |        |
|  |                           |                           | Palau XIII                | 0  |                  |               |               |  |            |            |            |                  |        |        |        |
|  | Palau XIII                | 30                        | Palau XIII                | 0  |                  |               |               |  |            |            |            |                  |        |        |        |
|  | Palau XIII                | 30                        |                           |    |                  |               |               |  |            |            |            |                  |        |        |        |
|  | Albi                      | 10                        |                           |    |                  |               |               |  |            |            |            |                  |        |        |        |

### Finale[2]
(mt : 16 - 20)
Homme du match : 
Points marqués :
- Limoux: 5 essais de Rouch (8e), Mayans (18e), Puso (30e), Mataele (51e, 72e) ; 2 transformations de Murcia (8e, 18e) ; 1 pénalité de Murcia (65e)
- Carcassonne : 4 essais de Grésèque (2e), Towers (12e, 22e), Samson (34e) ; 2 transformations de Lawton (2e), Grésèque (34e) ; 1 pénalité de Grésèque (45e)

Évolution du score : 0-6, 6-6, 6-10, 12-10, 12-14, 16-14, 16-20, 16-22, 20-22, 22-22, 22-24, 26-24
Arbitre : Mohamed Drizza
Spectateurs : 5 420
Composition des équipes :
- Limoux: Amine Miloudi - Tristan Béteille, Patrick Mataele, Romain Puso, Mathieu Mayans - Alexis Alberola, Mickaël Murcia (c) - Mickaël Rouch, Valentin Dominguez, Paul Ivan, Sébastien Martins, Sylvain Teixido, Paul Barbaza - Alexandre Bourrel, Valentin Yesa, Sione Massima, Maxime Péault - Entraîneur : Olivier Janzac
- Carcassonne: Clément Soubeyras - Alexis Escamilla, Lilian Albert, Haydn Peacock, Luke Towers - Maxime Grésèque, Kayne Lawton - Amar Sabri, Kouma Samson, Vincent Anderson, Tyrone Pau, Christophe Moly (c), Oliver Percy - Bastien Escamilla, Teddy Sadaoui, Jonathan Soum, Julien Agullo - Entraîneur : Alexandre Couttet